# Philipp Linn
Philipp Linn (* 1886; † unbekannt) war ein deutscher Diplom-Ingenieur und Offizier, zuletzt Generalleutnant (Ing.) und Generalleutnant der Wehrmacht.

## Leben
Philipp Linn studierte an der Technischen Hochschule München und gehörte seit 1906 der Münchener Burschenschaft Stauffia an. Das Studium beendete er als Diplom-Ingenieur. 1934 war er als Ministerialrat im Reichswehrministerium tätig. Er war Inspekteur der Truppeningenieure (In T) im Allgemeinen Heeresamt. Am 1. Januar 1940 wurde er erst zum Generalmajor (Ing.) und am 1. Januar 1942 zum Generalleutnant (Ing.) befördert.
Am 1. März 1943 wurde er, obwohl er die Altersgrenze mit Geburtsjahrgang 1908 für die Überführung von Ingenieuroffizieren zu Truppenoffiziere bereits überschritten hatte, als Generalleutnant zum Truppenoffizier und sein RDA mit 1. Januar 1942 festgelegt. Er kam zur Kraftfahrparktruppe. Zum 1. Juli 1944 wurde er Kraftfahrinspizient bei der Feldzeuginspektion des Heeres.